# Verticordia fimbrilepis
Verticordia fimbrilepis är en myrtenväxtart som beskrevs av Porphir Kiril Nicolai Stepanowitsch Turczaninow. Verticordia fimbrilepis ingår i släktet Verticordia och familjen myrtenväxter.

## Underarter
Arten delas in i följande underarter:
- V. f. australis
- V. f. fimbrilepis